# Physalis pubescens

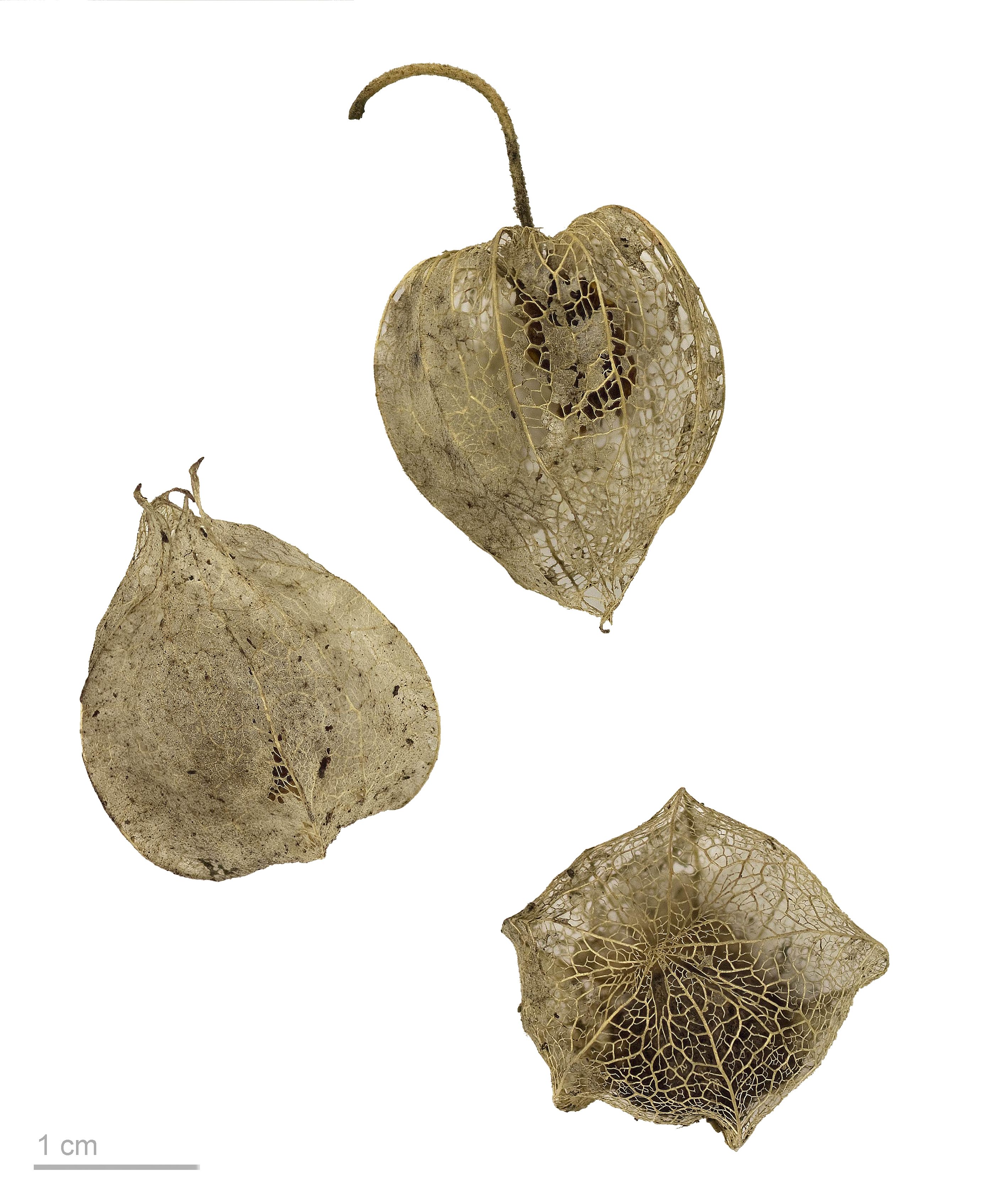
Physalis pubescens

A Physalis pubescens a burgonyavirágúak (Solanales) rendjébe és a burgonyafélék (Solanaceae) családjába tartozó földicseresznyefaj.
Dél- és Közép-Amerikában, valamint Észak-Amerikában az Egyesült Államok déli részén fordul elő. Kisebb cserjetermetű egyéves növény. Gyümölcsét többnyire nyersen fogyasztják, de időnként szárítják is. A Kárpát-medencében egynyári, nem télálló.